# Magnolia dandyi
Magnolia dandyi är en magnoliaväxtart som beskrevs av François Gagnepain. Magnolia dandyi ingår i släktet Magnolia och familjen magnoliaväxter. Inga underarter finns listade i Catalogue of Life.